# Musée de l'Œuvre de Santa Croce

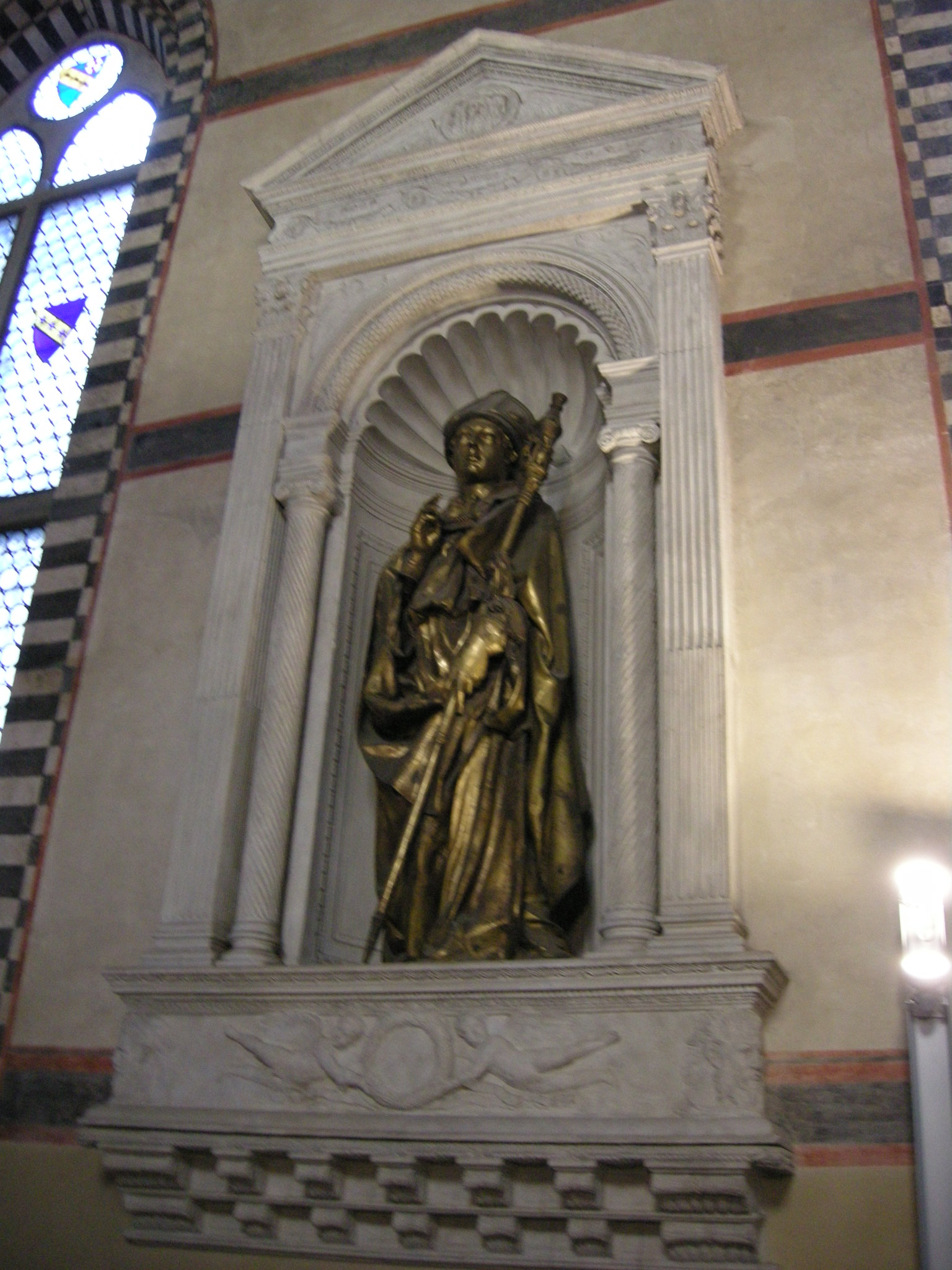
Saint Louis de Toulouse de Donatello.

Le musée de l'Œuvre de Santa Croce (en italien museo dell'Opera di Santa Croce) est le musée de l'Œuvre de la basilique Santa Croce de Florence de la commune de Florence. Il accueille les traces des projets successifs et les œuvres d'art déplacées au cours des siècles dans le couvent franciscain.

## Histoire
Le couvent de Santa Croce est un des plus grands monastères citadins de Florence et, comme ceux-ci, ses possessions ont été progressivement sécularisées ou privatisées depuis la fin du XVIIIe siècle. Ainsi la Bibliothèque nationale centrale de Florence proche se trouve sur des terrains de l'ancien couvent, comme une école primaire et une école d'apprentissage pour les artisans du cuir.
Une grande partie des couvents avec le grand réfectoire est devenu musée depuis le 2 novembre 1900 sous la direction de Guido Carocci (it). D'abord dépôt d'œuvres d'art provenant de la démolition du centre historique pendant les travaux de rénovation urbanistique du Risanamento (les fragments d'architecture sont maintenant au musée lapidaire du couvent San Marco), l'espace muséal a été largement agrandi et inauguré le 26 mars 1959 comme « Musée de l'Œuvre de Santa Croce » comprenant les deux cloîtres, le grand réfectoire et d'autres pièces attenantes.
En 1966, les inondations de Florence, qui ont gravement endommagé les lieux et les collections (avec l'intrusion de 4,88 m d'eau), ont imposé une longue période de fermeture des lieux et nécessité des restaurations profondes.
Il faut attendre 1975 pour que les lieux rouvrent avec, symboliquement, la réinstallation du Crucifix de Santa Croce de Cimabue qui reste partiellement restauré pour rendre compte des dégâts causés par les eaux.

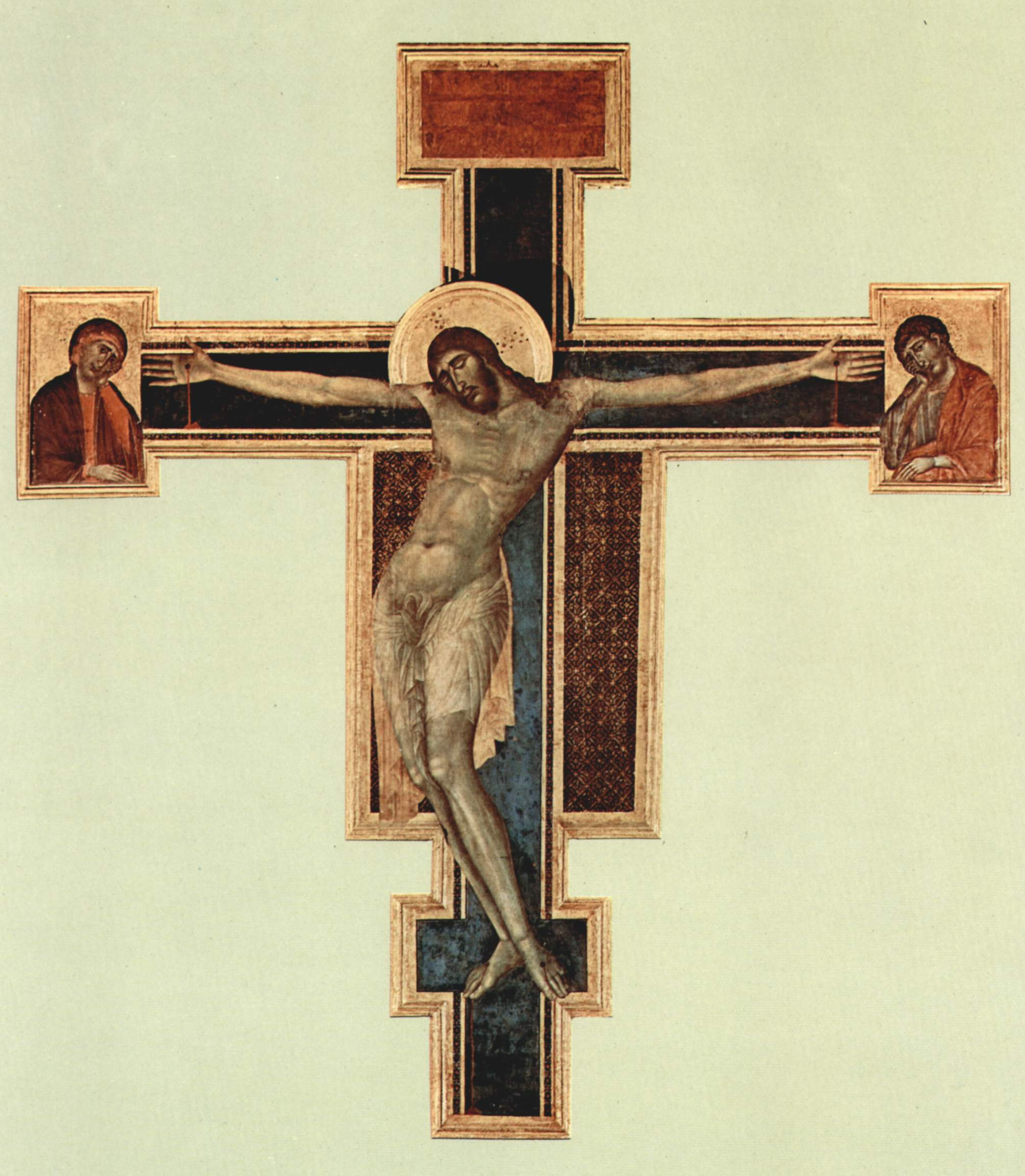
Le crucifix avant 1966
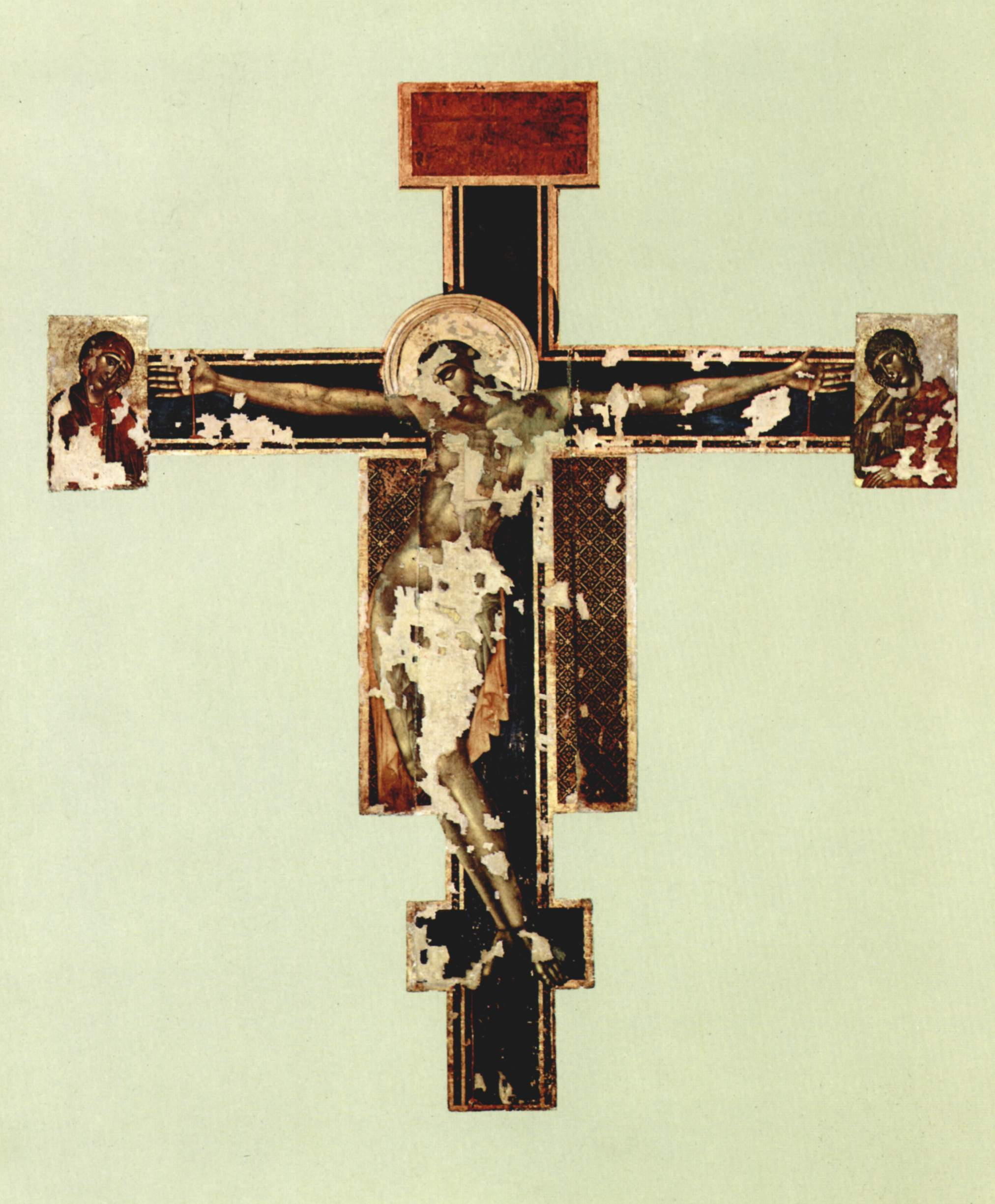
Le crucifix en 1966
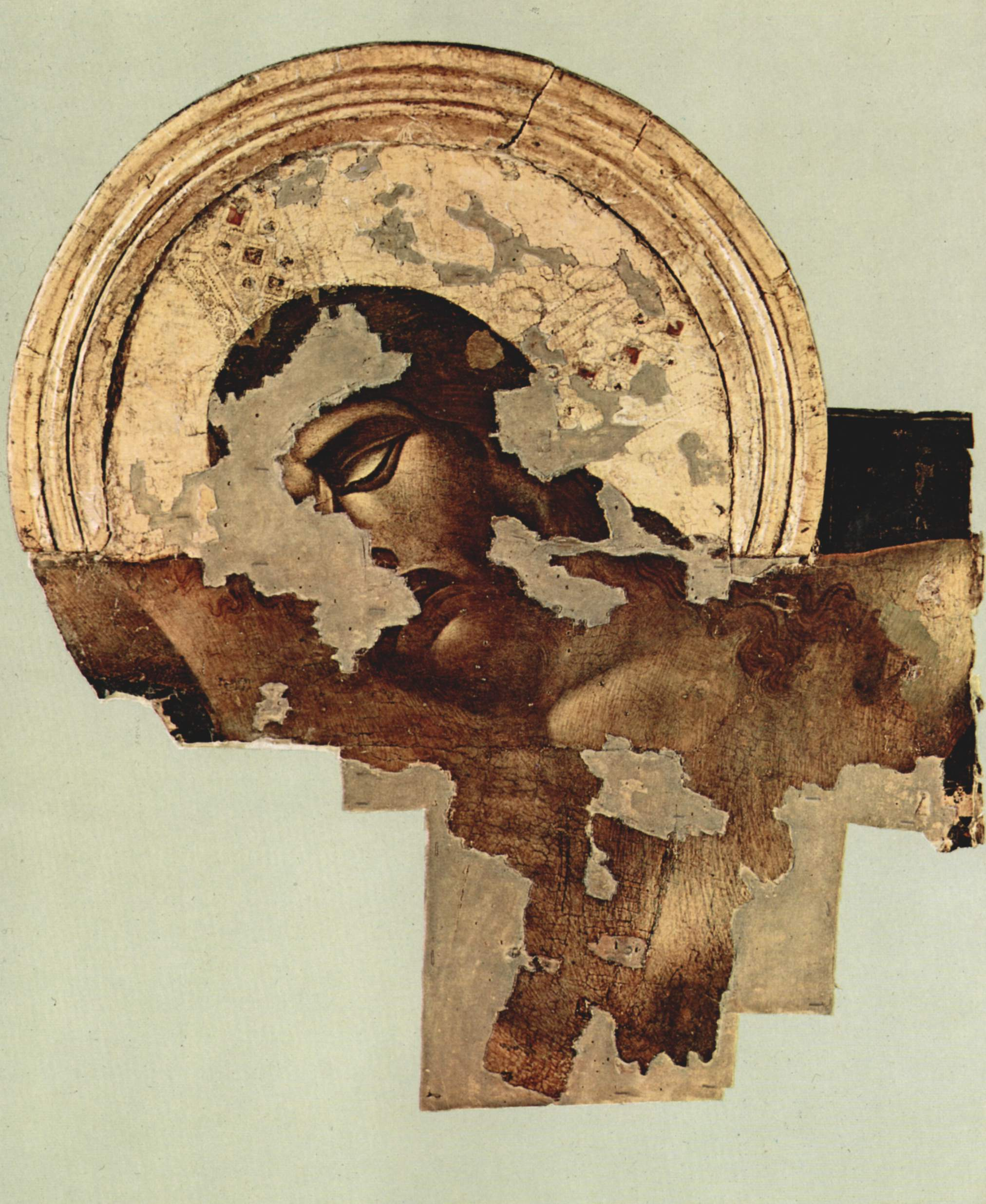
Détail de la tête

En 2000 tout le complexe muséal redevient accessible au public (avec le même billet que l'accès principal à la basilique).

## Collections

### Peintures
Salle du réfectoire

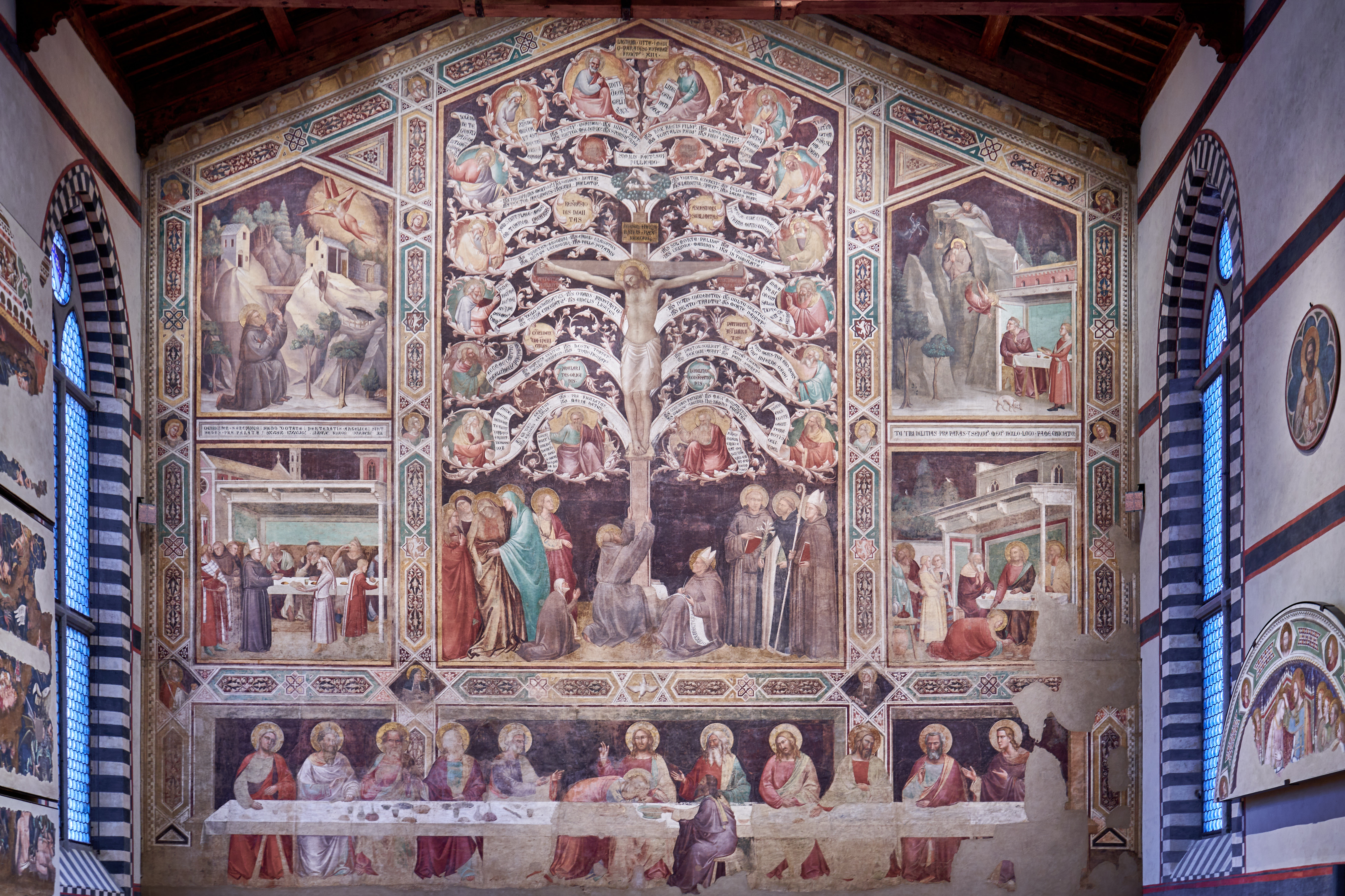
LArbre de la Croix et La Cène de Taddeo Gaddi.

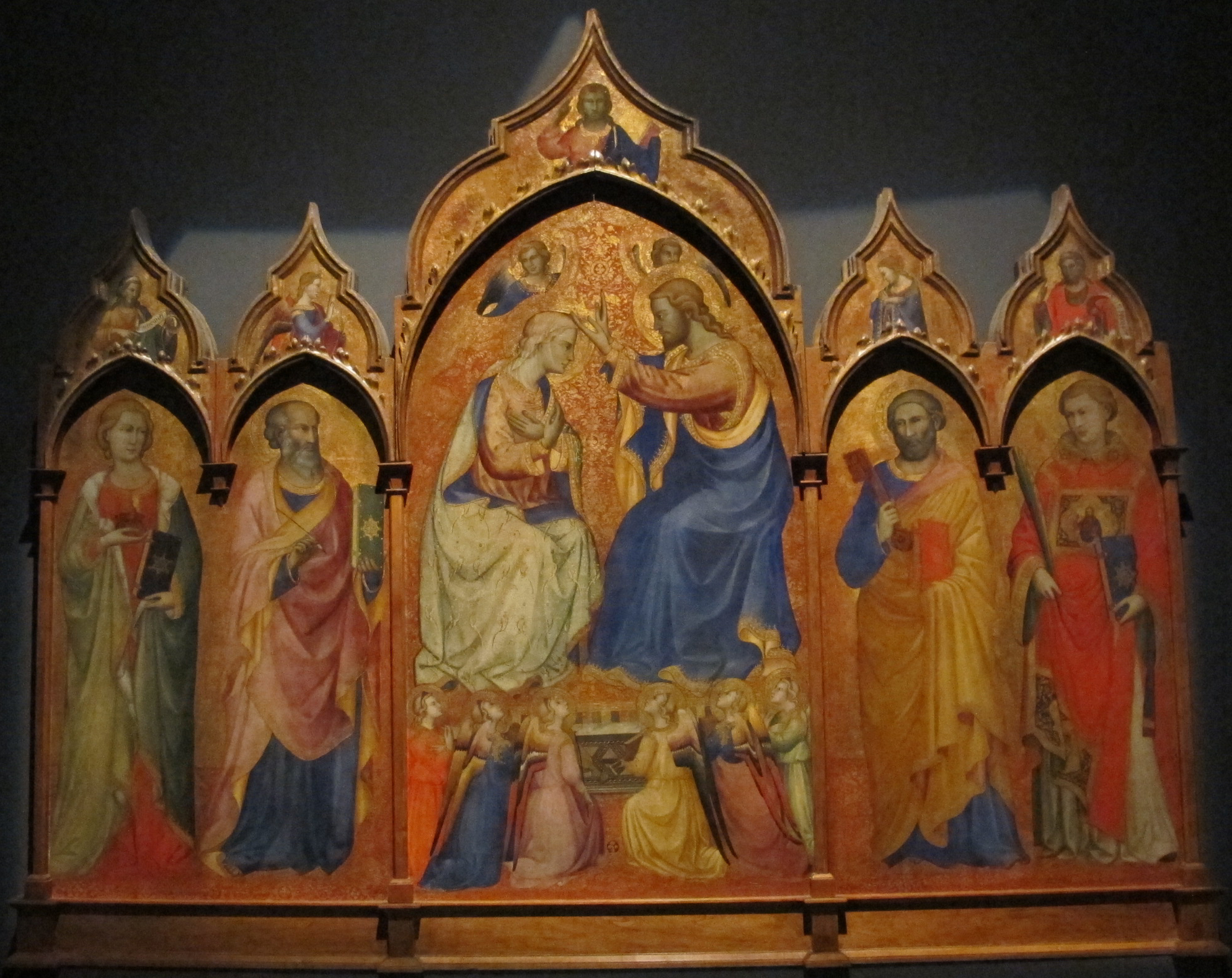
Couronnement de la Vierge de Lorenzo di Niccolò.

- Crucifix de Santa Croce de Cimabue,
- Fresques du Jugement dernier d'Andrea Orcagna,
- Cenacolo de Santa Croce avec L'Arbre de la Croix et La Cène de Taddeo Gaddi,
- La Descente du Christ aux Limbes du Bronzino,
- Couronnement de la Vierge de Lorenzo di Niccolo.
- Polyptyque de Histoires de la vie de saint Jean Gualbert (1370) de Giovanni del Biondo,
- Fresques d'Andrea Orcagna,
- Déposition, Francesco Salviati,
- Retable de la Vierge à l'Enfant et sa prédelle, Jacopo di Cione,
- San Bernardino da Siena, Rossello di Jacopo,
- San Bonaventura, Domenico di Michelino,
- Fresque du Visage de la Vierge, Giotto di Bondone
- Diverses œuvres de l'école florentine...

Salle 2
- San francesco che distribuisce il pane ai frati, Jacopo Ligozzi
- Trinità tra i santi Benedetto, Francesco, Bartolomeo e giovanni Battista, Neri di bicci
- Crucifix de Lippo di Benivieni

Salle 4
- Martyre de saint Thomas, cercle d'Andrea del Castagno,
- Madone à l'amphore, Lorenzo Monaco
- Sinopia d'une Maestà du Maestro di san martino a mensola (attr.)

Salle 6
- Diverses peintures de Matteo Rosselli, de Felice Ficherelli, de Jacopo da Empoli
- Sinopie de fresques de Jacopo Ligozzi

### Sculptures
Salle 3

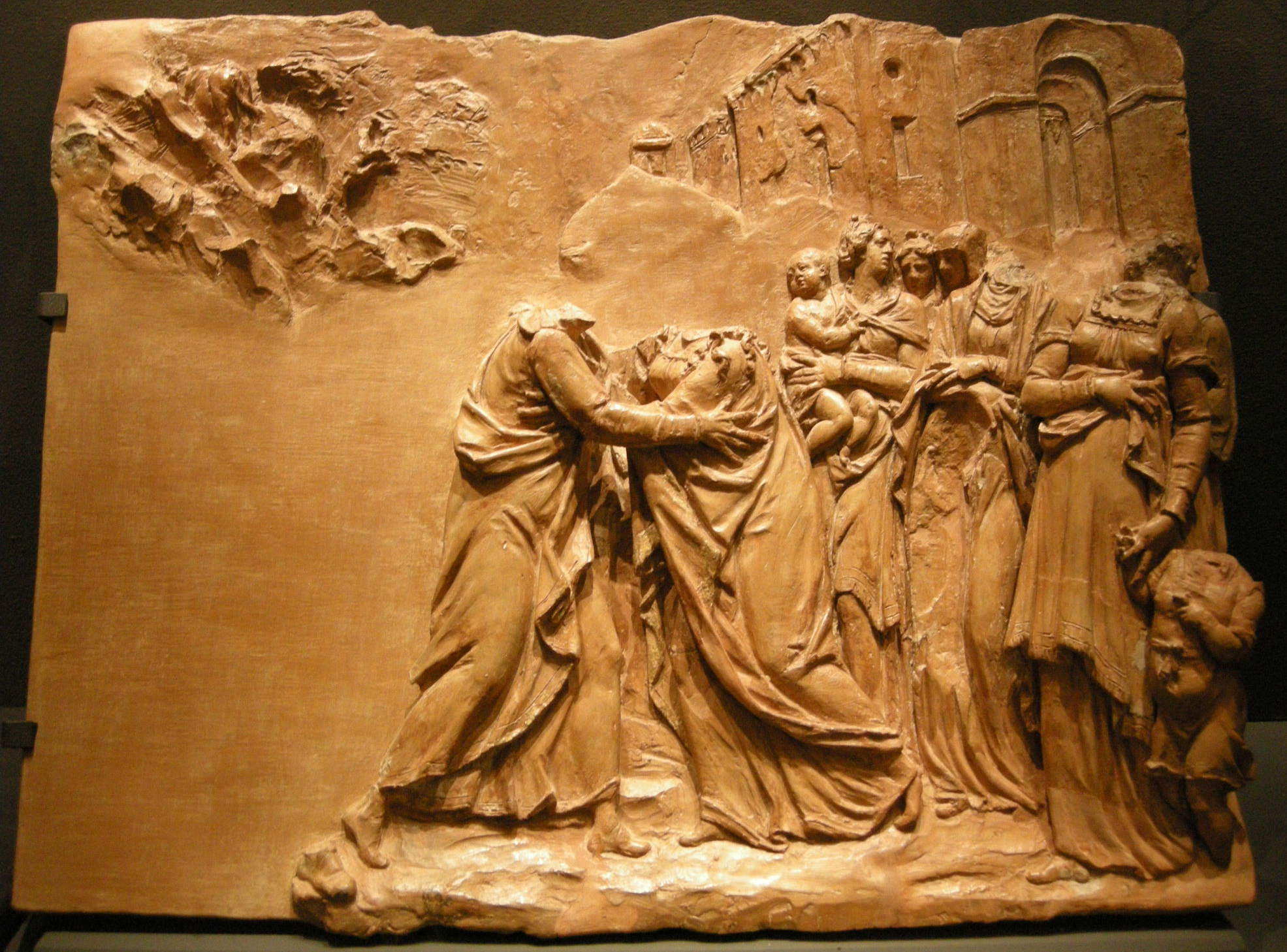
Bas-relief de Giambologna.

- Dos d'autel et tabernacle, San Francesco che riceve le stigmate, san Bartolomeo, arcangelo Raffaele e Tobiolo, Andrea della Robbia (attr.)
- Autres œuvres en terracotta invetriata de Giovanni della Robbia, de Benedetto Buglioni et de leurs ateliers

Salle 5
- Bas-reliefs de Giambologna
- Divers bas-reliefs de Gino Micheli (it), Tino di Camaino
- Ange annonciateur de Mariano Caifassi,
- Statuaire attribuée à Hans Reichle,

Salle 6
- Tabernacle de marbre de l'atelier de Matteo Nigetti

### Vitraux

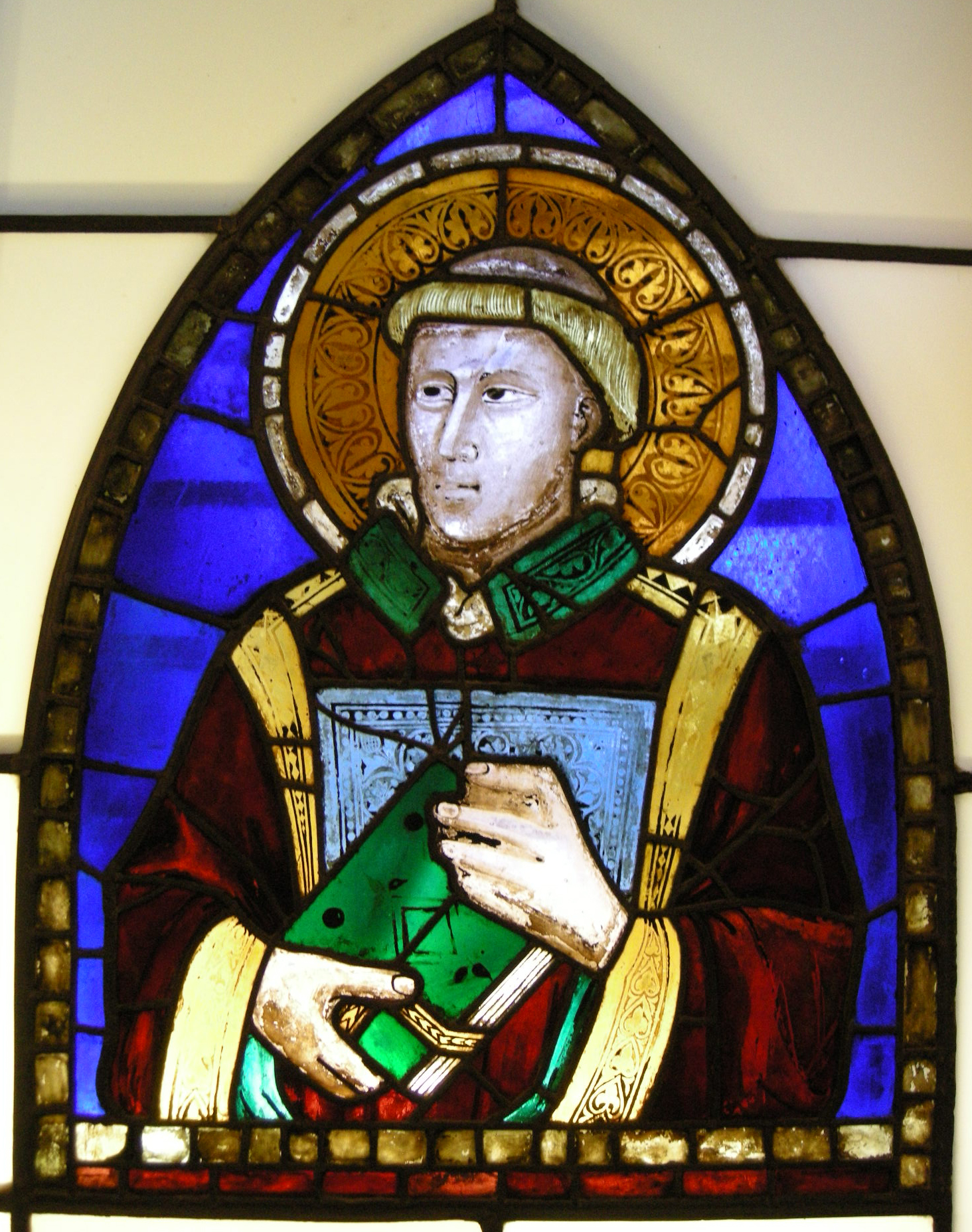
Vitrail de Pacino di Bonaguida

- Figures saintes de Alesso Baldovinetti, de Pacino di Bonaguida